# Chromon
Chromon (kromon) – organiczny związek chemiczny, pochodna chromanu. Jego pochodne tworzą grupę leków zwanych kromonami. Związki zawierające rozmaicie podstawiony szkielet chromonu, zwłaszcza zawierające grupy hydroksylowe i eterowe, spotykane są powszechnie w świecie roślinnym. Niektóre z tych pochodnych – flawony i flawonole – stanowią wydzielone grupy flawonoidów.